# Роза Боянова
Роза Боянова (болг. Роза Боянова; нар. 1956, Земен) — болгарська спортсменка, веслувальниця на байдарці, чемпіонка світу.

## Спортивна кар'єра
1977 року на чемпіонаті світу в Софії Роза Боянова разом з Наташою Янакієвою, Марією Мінчевою і Величкою Мінчевою стала чемпіонкою в змаганнях байдарок-четвірок.
1979 року на чемпіонаті світу в Дуйсбурзі в змаганнях байдарок-четвірок була четвертою.